# Андо, Масахиро (футболист)
Масахиро Андо (яп. 安藤 正裕 Андо: Масахиро, род. 2 апреля 1972, Сакадо, Сайтама) — японский футболист.

## Карьера
На протяжении своей футбольной карьеры выступал за клубы «Симидзу С-Палс», «Джубило Ивата», «Иокогама Ф. Маринос», «Омия Ардия», «Гамба Осака», «Вегалта Сэндай», «Киото Пёрпл Санга».

## Национальная сборная
В 1999 году сыграл за национальную сборную Японии 1 матч. Также участвовал в Кубке Америки по футболу 1999 года.

## Статистика за сборную
| Сборная Японии | Сборная Японии | Сборная Японии |
| Год            | Матчи          | Голы           |
| -------------- | -------------- | -------------- |
| 1999           | 1              | 0              |
| Итого          | 1              | 0              |

## Достижения
- Джей-лиги: 1999
- Кубок Джей-лиги: 1996